# Гарбин, Дарси
Дарси Ли Гарбин (англ. Darcee Lee Garbin; род. 24 июня 1994 года в Калгурли, Западная Австралия, Австралия) — австралийская профессиональная баскетболистка, выступавшая за клуб женской национальной баскетбольной лиги «Перт Линкс». Играет на позиции тяжёлого форварда. Двукратная чемпионка ЖНБЛ (2016, 2018). В настоящее время выступает за венгерскую команду «Карго Уни Дьёр».
В составе национальной команды Австралии стала бронзовым призёром чемпионатов Азии 2019 года в Индии, 2021 года в Иордании и 2023 года в Австралии и чемпионата мира 2022 года в Австралии и стала победительницей летней Универсиады 2017 года в Тайбэе, выиграла чемпионат Океании среди девушек до 18 лет 2012 года в Новой Зеландии, также стала бронзовым призёром чемпионата мира среди девушек до 19 лет 2013 года в Литве.

## Ранние годы
Дарси Гарбин родилась 24 июня 1994 года в городе Калгурли (штат Западная Австралия), училась в городе Канберра в колледже Лейк-Джинниндерра, в котором выступала за местную баскетбольную команду.